# Малафеева, Екатерина Валентиновна
Малафе́ева Екатери́на Валенти́новна (род. 31 марта, 1967 года, Архангельск) — российская спортсменка, легкоатлетка. Чемпионка РФ в беге на 100 км (2001, 2004, 2010); серебряный и бронзовый призер этапов Кубка мира (2002, 2003, 2005) в беге на 100 км. Чемпион мира, мастер спорта по лёгкой атлетике, мастер спорта международного класса. Лучший спортсмен Мурманской области (2001, 2003, 2005). Десятикратная победительница марафона мира «Gandvik» (1999—2003 — «золото», 2010—2014 — «золото», 2015 — «серебро»).
Проживает в Мончегорске, работала в области лечебной физкультуры в детском саду, с 2008 года Екатерина трудится в геронтологическом отделении Мончегорского комплексного центра социального обслуживания в должности специалиста по адаптивной физической культуре.

## Биография
Основной путь Екатерины Малафеевой начался весной 2001 года, когда она стала чемпионкой России в беге на 100 километров. Для этого спортсменке потребовалось 8 часов, 10 минут, 45 секунд. Обладательницу лучшего результата тут же пригласили в сборную страны, которая в скором времени приняла участие в чемпионате мира во Франции.
На чемпионате мира во Франции Екатерина завоевала «золото» в общем командном зачёте, 1 место.
В 2002 году на чемпионате страны Екатерина оказалась третьей, а на мировом первенстве в сверхмарафоне в Бельгии вновь выступила в команде-победительнице сборной России.
В апреле 2003 года в составе национальной сборной ей довелось участвовать в 12 открытом лично-командном чемпионате Европы в беге на 100 км в подмосковной Черноголовке.
В сентябре 2003 года спортсменка выступила на этапе Кубка мира в Италии, где стала серебряным призером, тем самым выполнив норматив мастера спорта международного класса, пробежав 100 км за 8 часов 25 минут.
В ноябре 2003 года спортсменка стала 29 в личном зачете мирового чемпионата по шоссейному бегу на 100 км в Тайване, где сборная России, за которую выступала мастер спорта Екатерина Малафеева, заняла 5 командное место.
В 2004 году бегунья из Мончегорска снова выиграла «золото» на чемпионате России по шоссейному бегу на 100 км, а в 2005 году взяла на той же дистанции «серебро».
В 2010 году в Санкт-Петербурге, в Кубке России по легкоатлетическому бегу на 100 километров Екатерина Малафеева преодолела труднейшую дистанцию за 9 часов 44 минуты 57 секунды, заполярная бегунья стала победительницей состязаний.
Екатерина Малафеева неоднократно становилась победительницей городских, областных и всероссийских соревнований, в 2001, 2003 и 2005 годах признавалась лучшей спортсменкой Мурманской области уже в звании мастера спорта международного класса. Является абсолютной чемпионкой первой международной Полярной олимпиады по скандинавской ходьбе среди женщин, 2015 г.
За всю карьеру Екатерина пробежала около 30 марафонов, среди которых ультрамарафоны, суточные сверхмарафоны.

## Спорт и работа
Екатерина является инициатором участия пожилых граждан и инвалидов в городских, областных, международных спартакиадах, соревнованиях по скандинавской ходьбе, спортивным играм. На первенстве Северо-Западного Федерального округа по настольным спортивным играм для людей с ограниченными возможностями здоровья «Спорт для всех — 2016» команда Мончегорского комплексного центра заняла первое место. Екатерина была участником-номинантом Премии Мира, 2019 г.
Кроме того, Екатерина проводит занятия в программе «Школа по уходу», с целью обучения родственников пожилых людей и инвалидов техникам оказания помощи при перемещении, подъеме больного, дыхательной гимнастике, адаптивной физической культуре. Обучение проводится в форме лекций, практических занятий с использованием наглядных материалов, электронных презентаций.
Екатерина активно участвовала в реализации проектов «Грация и здоровье» и «Возраст здоровью не помеха», ставший победителем благотворительной программы "КГМК «Норильский никель» «Мир новых возможностей». Провела более 300 практических занятий, 19 спортивно-оздоровительных мероприятия, с охватом 232 человека. Проекты были направлены на создание оптимальных условий для танцевально-двигательной терапии и занятий адаптивной физической культурой пожилыми людьми и инвалидами. Все мероприятия способствовали созданию благоприятных условий для их активного отдыха.
Так же спортсменка популяризирует паралимпийские виды спорта в Мончегорске, среди которых знаменитая бочча.

## Семья
Екатерина воспитывает сына Дмитрия, российского легкоатлета, а также дочь, музыканта, Наталию Малафееву.